# Château fort de Longueuil
Le château fort de Longueuil, 1698-1810, était une construction en pierre située à Longueuil, au Canada, à l'époque de la Nouvelle-France.

## Contexte
Afin d'assurer la défense de la Nouvelle-France, on avait divisé le territoire en seigneuries. L'une d'elles, la seigneurie de Longueuil, avait été concédée à Charles Le Moyne. Son fils, Charles II Le Moyne, entre 1696 et 1698, fit construire un fort flanqué de quatre tours, le tout en maçonnerie, avec un corps de garde, une église et plusieurs grands corps de logis. Frontenac et Bochart de Champigny demandèrent alors au roi d'ériger la seigneurie de Longueuil en baronnie. Ce qu'il fit en 1700. Voir: Baron de Longueuil.

## Emplacement

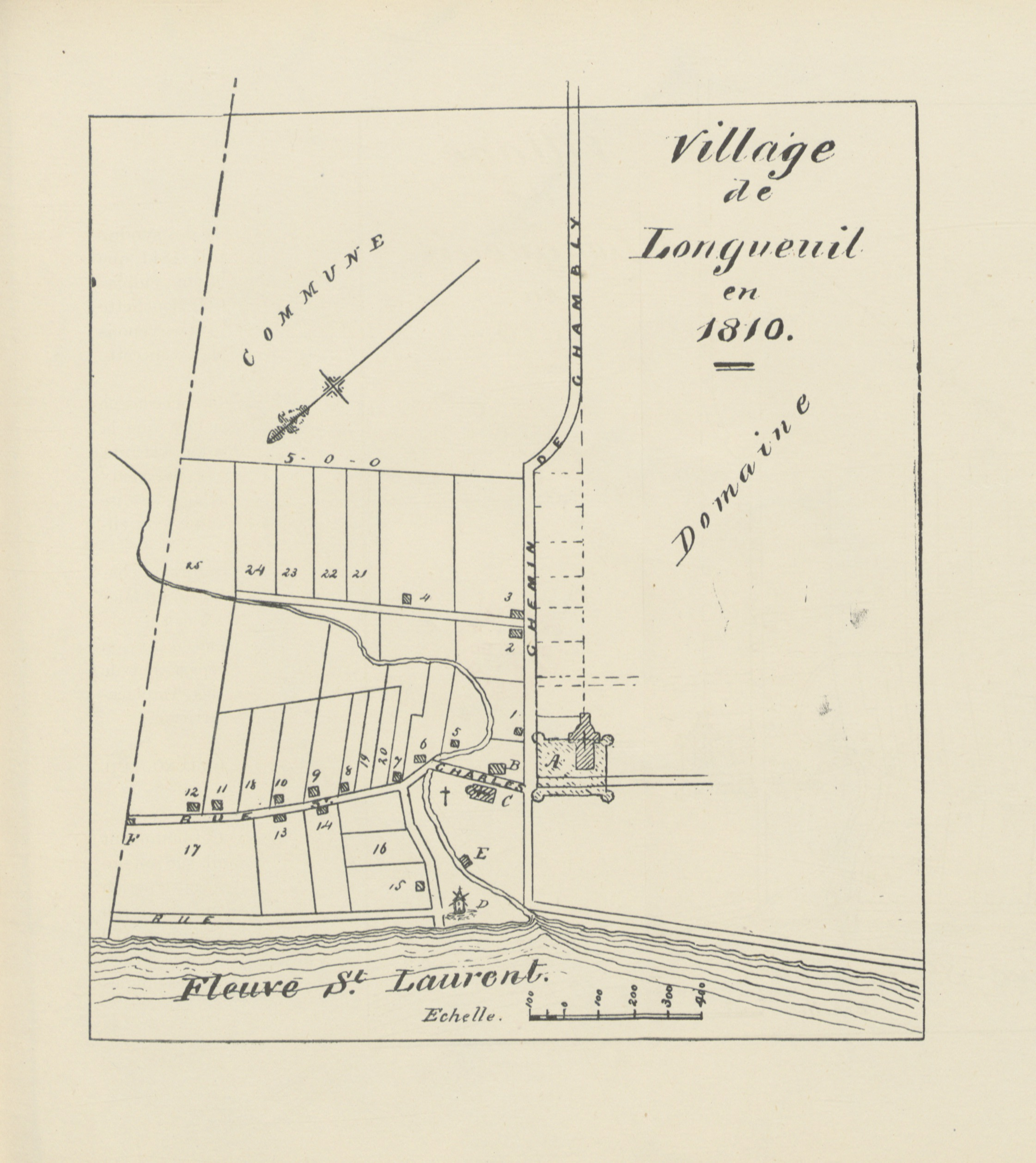
Village de Longueuil en 1810

Le fort était situé là où se trouve aujourd'hui en partie la cocathédrale Saint-Antoine-de-Padoue de Longueuil, la rue Saint-Charles, le chemin de Chambly, la Caisse populaire et le restaurant Au Vieux Longueuil. 45° 32′ 26″ N, 73° 30′ 30″ O

## Description
Il mesurait 68 mètres de front par 46 mètres de profondeur. À l'intérieur s'y trouvaient, en 1723 :
- une maison de 72 X 24 pieds
- une chapelle de 45 X 22
- un corps de garde de 25 X 25
- une grange de 70 X 30
- une écurie pour loger 12 chevaux
- des étables pour y mettre 40 bêtes à cornes
- une bergerie de 30 pieds en carré et autres bâtiments nécessaires dans une basse-cour[3].

## Vestiges

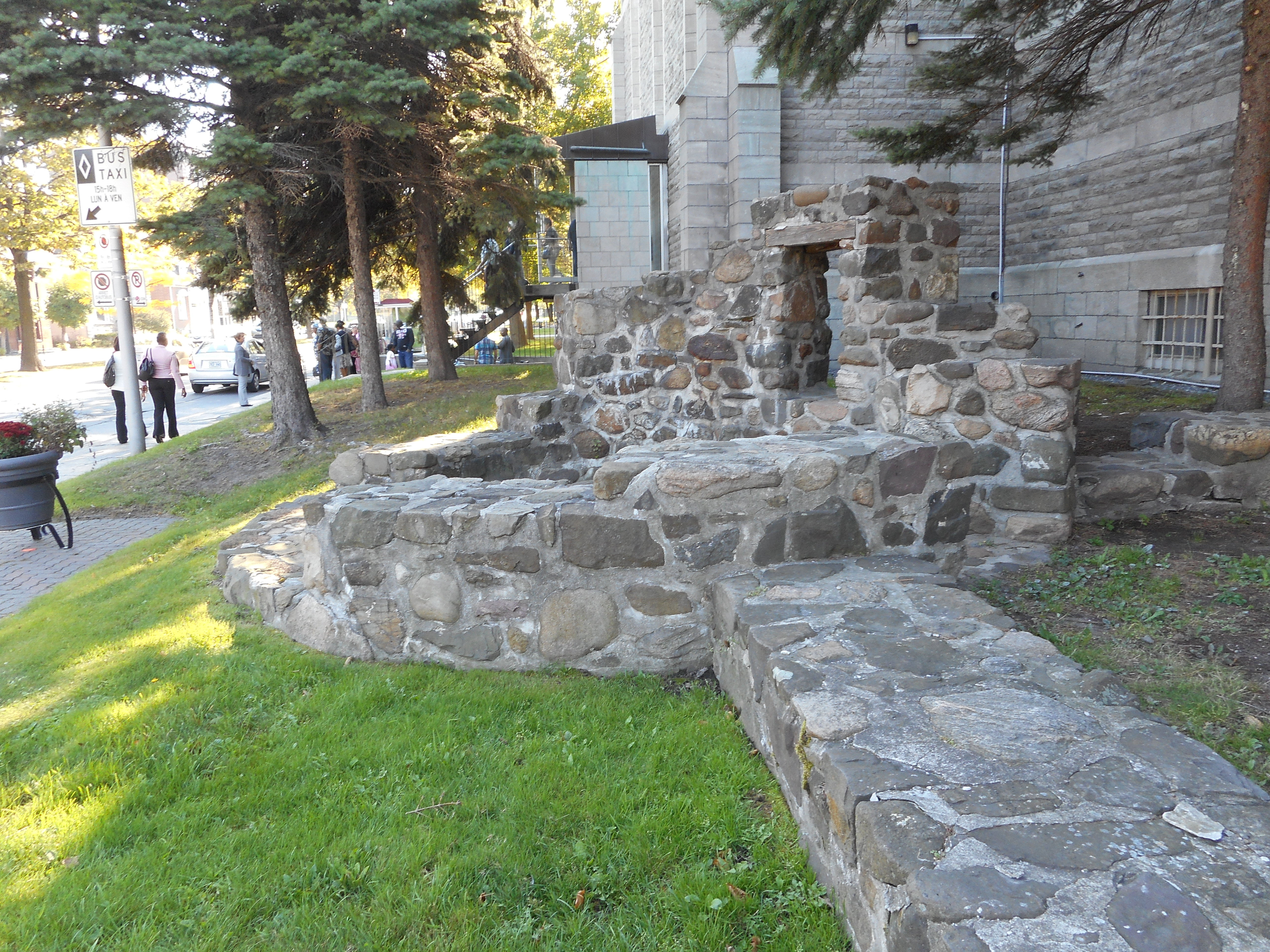
Vestiges du fort de Longueuil

D'importantes fouilles réalisées en 1971 ont permis de trouver, sous le chemin de Chambly, les vestiges du mur nord-est et de la tour est du fort. On les a dégagés et déplacés sur le terrain de la cocathédrale, à quelques mètres de là.